# Vanguard 2
Vanguard 2 je americká družice vypuštěna na oběžnou dráhu v roce 1959.

## Technické parametry družice
Je to hliníková koule o hmotnosti 10 kg o průměru 508 mm. Na povrchu družice se nacházely 4 antény, uvnitř byly umístěny dva teleskopy s fotobuňkami pro měření osvětlení zemského povrchu, magnetopáskový datový záznamník, chemické baterie, rádio vysílače a potřebná elektronika.

## Start
Start družice se uskutečnil 17. února 1959. Družice se však nedostala na určenou oběžnou dráhu a její údaje se pro technické chyby nemohly zpracovat. Její vysílače zmlkly po 27 dnech. Družice bude obíhat kolem Země 150 let.

## Prvenství
Je označována jako první (experimentální) meteorologická družice, navíc zkoumala i vlastnosti fotočlánků.